# گوتا نیشیدرا
گوتا نیشیدرا (انگلیسی: Gota Nishidera؛ زادهٔ ۲۷ نوامبر ۱۹۷۳) موسیقی‌دان، تهیه‌کننده موسیقی، و آهنگساز اهل ژاپن است.